# Saison 2023-2024 des Bucks de Milwaukee
La saison 2023-2024 des Bucks de Milwaukee est la 56e saison de la franchise en NBA.
Le 7 avril, les Bucks se qualifient pour les playoffs.
Le 14 avril, ils sont assurés de terminer premier de la Division Centrale.
Le 2 mai, ils sont éliminés par les Pacers de l'Indiana au premier tour des playoffs (2-4).

## Draft
| Tour | Choix | Joueur           | Poste | Nationalité | Provenance           |
| ---- | ----- | ---------------- | ----- | ----------- | -------------------- |
| 2    | 58    | Chris Livingston | SF    | États-Unis  | Wildcats du Kentucky |

## Matchs

### Summer League
| Summer League Total: 2-3 |

| Match | Date match | Équipe     | Score   | Meilleur marqueur      | Meilleur rebondeur          | Meilleur passeur       | Lieux Spectateurs      | Série |
| ----- | ---------- | ---------- | ------- | ---------------------- | --------------------------- | ---------------------- | ---------------------- | ----- |
| 1     | 7 juillet  | Denver     | V 92-85 | MarJon Beauchamp (23)  | Beauchamp, Cook (8)         | Andre Jackson Jr. (6)  | Thomas & Mack Center 0 | 1 - 0 |
| 2     | 8 juillet  | Phoenix    | V 84-75 | MarJon Beauchamp (20)  | Andre Jackson Jr. (11)      | Nico Mannion (6)       | Cox Pavilion 0         | 2 - 0 |
| 3     | 11 juillet | Brooklyn   | D 71-92 | Lindell Wigginton (11) | Andre Jackson Jr. (7)       | Nico Mannion (4)       | Cox Pavilion 0         | 2 - 1 |
| 4     | 13 juillet | Miami      | D 72-91 | Lindell Wigginton (15) | Jackson Jr., Livingston (7) | Beauchamp, Molinar (3) | Cox Pavilion 0         | 2 - 2 |
| 5     | 15 juillet | Sacramento | D 84-92 | Chris Livingston (22)  | E.J. Montgomery (6)         | Craig Randall II (8)   | Thomas & Mack Center 0 | 2 - 3 |

### Pré-saison
| Pré-saison Total: 3-2 (Domicile : 2-0; Extérieur : 1-2) |

| Match | Date match | Équipe          | Score     | Meilleur marqueur          | Meilleur rebondeur         | Meilleur passeur          | Lieux Spectateurs       | Série |
| ----- | ---------- | --------------- | --------- | -------------------------- | -------------------------- | ------------------------- | ----------------------- | ----- |
| 1     | 8 octobre  | Chicago         | V 105-102 | MarJon Beauchamp (18)      | MarJon Beauchamp (9)       | TyTy Washington (7)       | Fiserv Forum 15 433     | 1 - 0 |
| 2     | 10 octobre | @ Memphis       | D 102-108 | Jae Crowder (14)           | Beauchamp, Portis (8)      | Cameron Payne (5)         | FedExForum 14 797       | 1 - 1 |
| 3     | 15 octobre | @ L.A. Lakers   | V 108-97  | Giánnis Antetokoúnmpo (16) | Trois joueurs (8)          | Cameron Payne (7)         | Crypto.com Arena 18 997 | 2 - 1 |
| 4     | 17 octobre | @ Oklahoma City | D 101-124 | Malik Beasley (20)         | Giánnis Antetokoúnmpo (10) | Pat Connaughton (5)       | Paycom Center 0         | 2 - 2 |
| 5     | 20 octobre | Memphis         | V 124-116 | Giánnis Antetokoúnmpo (26) | Jae Crowder (10)           | Middleton, Washington (5) | Fiserv Forum 15 993     | 3 - 2 |

### Saison régulière
| Saison régulière Total: 49-33 (Domicile : 31-11; Extérieur : 18-22) |

| Match | Date match | Équipe       | Score     | Meilleur marqueur          | Meilleur rebondeur         | Meilleur passeur       | Lieux Spectateurs   | Série |
| ----- | ---------- | ------------ | --------- | -------------------------- | -------------------------- | ---------------------- | ------------------- | ----- |
| 1     | 26 octobre | Philadelphie | V 118-117 | Damian Lillard (39)        | Giánnis Antetokoúnmpo (12) | Lillard, Middleton (4) | Fiserv Forum 17 783 | 1 - 0 |
| 2     | 29 octobre | Atlanta      | D 110-127 | Giánnis Antetokoúnmpo (26) | Giánnis Antetokoúnmpo (11) | Damian Lillard (5)     | Fiserv Forum 17 341 | 1 - 1 |
| 3     | 30 octobre | Miami        | V 122-114 | Giánnis Antetokoúnmpo (33) | Bobby Portis (8)           | Khris Middleton (5)    | Fiserv Forum 17 341 | 2 - 1 |

| Match                                                                      | Date match   | Équipe       | Score          | Meilleur marqueur          | Meilleur rebondeur          | Meilleur passeur             | Lieux Spectateurs            | Série  |
| -------------------------------------------------------------------------- | ------------ | ------------ | -------------- | -------------------------- | --------------------------- | ---------------------------- | ---------------------------- | ------ |
| 4                                                                          | 1er novembre | @ Toronto    | D 111-130      | Malik Beasley (20)         | Bobby Portis (6)            | Damian Lillard (6)           | Scotiabank Arena 19 800      | 2 - 2  |
| 5                                                                          | 3 novembre   | New York*    | V 110-105      | Damian Lillard (30)        | Khris Middleton (9)         | Giánnis Antetokoúnmpo (6)    | Fiserv Forum 17 717          | 3 - 2  |
| 6                                                                          | 6 novembre   | @ Brooklyn   | V 129-125      | Giánnis Antetokoúnmpo (36) | Giánnis Antetokoúnmpo (12)  | Damian Lillard (7)           | Barclays Center 17 935       | 4 - 2  |
| 7                                                                          | 8 novembre   | Détroit      | V 120-118      | Damian Lillard (34)        | Giánnis Antetokoúnmpo (9)   | Giánnis Antetokoúnmpo (5)    | Fiserv Forum 17 341          | 5 - 2  |
| 8                                                                          | 9 novembre   | @ Indiana    | D 124-126      | Giánnis Antetokoúnmpo (54) | Giánnis Antetokoúnmpo (12)  | Cameron Payne (5)            | Gainbridge Fieldhouse 14 648 | 5 - 3  |
| 9                                                                          | 11 novembre  | @ Orlando    | D 97-112       | Giánnis Antetokoúnmpo (35) | Giánnis Antetokoúnmpo (10)  | Antetokoúnmpo, Middleton (7) | Amway Center 19 354          | 5 - 4  |
| 10                                                                         | 13 novembre  | Chicago      | V 118-109      | Giánnis Antetokoúnmpo (35) | Giánnis Antetokoúnmpo (11)  | Connaughton, Lillard (5)     | Fiserv Forum 17 865          | 6 - 4  |
| 11                                                                         | 15 novembre  | @ Toronto    | V 128-112      | Damian Lillard (37)        | Brook Lopez (8)             | Damian Lillard (13)          | Scotiabank Arena 19 800      | 7 - 4  |
| 12                                                                         | 17 novembre  | @ Charlotte* | V 130-99       | Damian Lillard (27)        | Giánnis Antetokoúnmpo (8)   | Giánnis Antetokoúnmpo (9)    | Spectrum Center 19 258       | 8 - 4  |
| 13                                                                         | 18 novembre  | Dallas       | V 132-125      | Giánnis Antetokoúnmpo (40) | Giánnis Antetokoúnmpo (15)  | Damian Lillard (12)          | Fiserv Forum 18 128          | 9 - 4  |
| 14                                                                         | 20 novembre  | @ Washington | V 142-129      | Giánnis Antetokoúnmpo (42) | Giánnis Antetokoúnmpo (13)  | Giánnis Antetokoúnmpo (8)    | Capital One Arena 17 746     | 10 - 4 |
| 15                                                                         | 22 novembre  | @ Boston     | D 116-119      | Brook Lopez (28)           | Giánnis Antetokoúnmpo (13)  | Khris Middleton (7)          | TD Garden 19 156             | 10 - 5 |
| 16                                                                         | 24 novembre  | Washington*  | V 131-128      | Brook Lopez (39)           | Malik Beasley (11)          | Damian Lillard (10)          | Fiserv Forum 17 880          | 11 - 5 |
| 17                                                                         | 26 novembre  | Portland     | V 108-102      | Giánnis Antetokoúnmpo (33) | Giánnis Antetokoúnmpo (16)  | Giánnis Antetokoúnmpo (6)    | Fiserv Forum 17 602          | 12 - 5 |
| 18                                                                         | 28 novembre  | @ Miami*     | V 131-124      | Giánnis Antetokoúnmpo (33) | Antetokoúnmpo, Beasley (10) | Damian Lillard (9)           | Kaseya Center 19 691         | 13 - 5 |
| 19                                                                         | 30 novembre  | @ Chicago    | D 113-120 (OT) | Giánnis Antetokoúnmpo (26) | Giánnis Antetokoúnmpo (14)  | Damian Lillard (13)          | United Center 19 838         | 13 - 6 |
| *Matchs comptant pour la phase de groupe du NBA In-Season Tournament 2023. |              |              |                |                            |                             |                              |                              |        |

| Match                                                                   | Date match  | Équipe      | Score          | Meilleur marqueur              | Meilleur rebondeur             | Meilleur passeur              | Lieux Spectateurs                 | Série  |
| ----------------------------------------------------------------------- | ----------- | ----------- | -------------- | ------------------------------ | ------------------------------ | ----------------------------- | --------------------------------- | ------ |
| 20                                                                      | 2 décembre  | Atlanta     | V 132-121      | Giánnis Antetokoúnmpo (32)     | G. Antetokoúnmpo, Portis (11)  | Giánnis Antetokoúnmpo (10)    | Fiserv Forum 17 866               | 14 - 6 |
| 21                                                                      | 5 décembre  | New York*   | V 146-122      | Giánnis Antetokoúnmpo (35)     | G. Antetokoúnmpo, B. Lopez (8) | Giánnis Antetokoúnmpo (10)    | Fiserv Forum 17 448               | 15 - 6 |
| 22                                                                      | 7 décembre  | Indiana*    | D 119-128      | Giánnis Antetokoúnmpo (37)     | Giánnis Antetokoúnmpo (10)     | Damian Lillard (7)            | T-Mobile Arena 16 837             | 15 - 7 |
| 23                                                                      | 11 décembre | Chicago     | V 133-129 (OT) | Giánnis Antetokoúnmpo (32)     | Khris Middleton (13)           | Damian Lillard (9)            | Fiserv Forum 17 440               | 16 - 7 |
| 24                                                                      | 13 décembre | Indiana     | V 140-126      | Giánnis Antetokoúnmpo (64)     | Giánnis Antetokoúnmpo (14)     | Khris Middleton (7)           | Fiserv Forum 17 431               | 17 - 7 |
| 25                                                                      | 16 décembre | Détroit     | V 146-114      | Damian Lillard (33)            | Bobby Portis (12)              | Giánnis Antetokoúnmpo (6)     | Fiserv Forum 17 666               | 18 - 7 |
| 26                                                                      | 17 décembre | Houston     | V 128-119      | Damian Lillard (39)            | Giánnis Antetokoúnmpo (17)     | Damian Lillard (11)           | Fiserv Forum 17 341               | 19 - 7 |
| 27                                                                      | 19 décembre | San Antonio | V 132-119      | Damian Lillard (40)            | Giánnis Antetokoúnmpo (14)     | Giánnis Antetokoúnmpo (16)    | Fiserv Forum 17 729               | 20 - 7 |
| 28                                                                      | 21 décembre | Orlando     | V 118-114      | Giánnis Antetokoúnmpo (37)     | Giánnis Antetokoúnmpo (10)     | Damian Lillard (8)            | Fiserv Forum 17 928               | 21 - 7 |
| 29                                                                      | 23 décembre | @ New York  | V 130-111      | Giánnis Antetokoúnmpo (28)     | Bobby Portis (11)              | G. Antetokoúnmpo, Lillard (7) | Madison Square Garden 19 812      | 22 - 7 |
| 30                                                                      | 25 décembre | @ New York  | D 122-129      | G. Antetokoúnmpo, Lillard (32) | Giánnis Antetokoúnmpo (13)     | Damian Lillard (8)            | Madison Square Garden 19 812      | 22 - 8 |
| 31                                                                      | 27 décembre | @ Brooklyn  | V 144-122      | Giánnis Antetokoúnmpo (32)     | Giánnis Antetokoúnmpo (10)     | Khris Middleton (10)          | Barclays Center 18 199            | 23 - 8 |
| 32                                                                      | 29 décembre | @ Cleveland | V 119-111      | Giánnis Antetokoúnmpo (34)     | Giánnis Antetokoúnmpo (16)     | Khris Middleton (11)          | Rocket Mortgage FieldHouse 19 432 | 24 - 8 |
| *Matchs comptant pour la phase finale du NBA In-Season Tournament 2023. |             |             |                |                                |                                |                               |                                   |        |

| Match | Date match  | Équipe              | Score          | Meilleur marqueur              | Meilleur rebondeur              | Meilleur passeur           | Lieux Spectateurs                 | Série   |
| ----- | ----------- | ------------------- | -------------- | ------------------------------ | ------------------------------- | -------------------------- | --------------------------------- | ------- |
| 33    | 1er janvier | Indiana             | D 113-122      | Giánnis Antetokoúnmpo (30)     | Giánnis Antetokoúnmpo (18)      | Giánnis Antetokoúnmpo (11) | Fiserv Forum 17 922               | 24 - 9  |
| 34    | 3 janvier   | @ Indiana           | D 130-142      | Giánnis Antetokoúnmpo (26)     | Giánnis Antetokoúnmpo (11)      | Giánnis Antetokoúnmpo (8)  | Gainbridge Fieldhouse 17 274      | 24 - 10 |
| 35    | 4 janvier   | @ San Antonio       | V 125-121      | Giánnis Antetokoúnmpo (44)     | Giánnis Antetokoúnmpo (14)      | Damian Lillard (10)        | Frost Bank Center 19 082          | 25 - 10 |
| 36    | 6 janvier   | @ Houston           | D 108-112      | Giánnis Antetokoúnmpo (48)     | Giánnis Antetokoúnmpo (17)      | Damian Lillard (8)         | Toyota Center 18 055              | 25 - 11 |
| 37    | 8 janvier   | Utah                | D 116-132      | Giánnis Antetokoúnmpo (25)     | Giánnis Antetokoúnmpo (10)      | Giánnis Antetokoúnmpo (11) | Fiserv Forum 17 341               | 25 - 12 |
| 38    | 11 janvier  | Boston              | V 135-102      | Bobby Portis (28)              | G. Antetokoúnmpo, Portis (12)   | Khris Middleton (7)        | Fiserv Forum 17 781               | 26 - 12 |
| 39    | 13 janvier  | Golden State        | V 129-118      | Giánnis Antetokoúnmpo (33)     | Andre Jackson Jr. (10)          | Khris Middleton (10)       | Fiserv Forum 18 009               | 27 - 12 |
| 40    | 14 janvier  | Sacramento          | V 143-142 (OT) | Damian Lillard (29)            | G. Antetokoúnmpo, Portis (10)   | Giánnis Antetokoúnmpo (10) | Fiserv Forum 17 612               | 28 - 12 |
| 41    | 17 janvier  | @ Cleveland         | D 95-135       | Damian Lillard (17)            | Andre Jackson Jr. (8)           | Damian Lillard (5)         | Rocket Mortgage FieldHouse 19 432 | 28 - 13 |
| 42    | 20 janvier  | @ Détroit           | V 141-135      | Damian Lillard (45)            | G. Antetokoúnmpo, B. Lopez (10) | Damian Lillard (11)        | Little Caesars Arena 19 996       | 29 - 13 |
| 43    | 22 janvier  | @ Détroit           | V 122-113      | Giánnis Antetokoúnmpo (31)     | Giánnis Antetokoúnmpo (17)      | Giánnis Antetokoúnmpo (10) | Little Caesars Arena 17 201       | 30 - 13 |
| 44    | 24 janvier  | Cleveland           | V 126-116      | Giánnis Antetokoúnmpo (35)     | Giánnis Antetokoúnmpo (18)      | Giánnis Antetokoúnmpo (10) | Fiserv Forum 17 510               | 31 - 13 |
| 45    | 26 janvier  | Cleveland           | D 100-112      | G. Antetokoúnmpo, Lillard (22) | Brook Lopez (12)                | Giánnis Antetokoúnmpo (9)  | Fiserv Forum 17 855               | 31 - 14 |
| 46    | 27 janvier  | La Nouvelle-Orléans | V 141-117      | Giánnis Antetokoúnmpo (30)     | Giánnis Antetokoúnmpo (12)      | Damian Lillard (9)         | Fiserv Forum 17 940               | 32 - 14 |
| 47    | 29 janvier  | @ Denver            | D 107-113      | Giánnis Antetokoúnmpo (29)     | G. Antetokoúnmpo, Portis (12)   | Damian Lillard (5)         | Ball Arena 19 801                 | 32 - 15 |
| 48    | 31 janvier  | @ Portland          | D 116-119      | Giánnis Antetokoúnmpo (27)     | Giánnis Antetokoúnmpo (8)       | Khris Middleton (8)        | Moda Center 19 335                | 32 - 16 |

| Match                  | Date match | Équipe         | Score     | Meilleur marqueur          | Meilleur rebondeur            | Meilleur passeur                  | Lieux Spectateurs               | Série   |
| ---------------------- | ---------- | -------------- | --------- | -------------------------- | ----------------------------- | --------------------------------- | ------------------------------- | ------- |
| 49                     | 3 février  | @ Dallas       | V 129-117 | Giánnis Antetokoúnmpo (48) | Bobby Portis (10)             | Giánnis Antetokoúnmpo (10)        | American Airlines Center 20 377 | 33 - 16 |
| 50                     | 4 février  | @ Utah         | D 108-123 | Giánnis Antetokoúnmpo (33) | Giánnis Antetokoúnmpo (13)    | Damian Lillard (5)                | Delta Center 18 206             | 33 - 17 |
| 51                     | 6 février  | @ Phoenix      | D 106-114 | Giánnis Antetokoúnmpo (34) | Giánnis Antetokoúnmpo (10)    | G. Antetokoúnmpo, Connaughton (6) | Footprint Center 17 071         | 33 - 18 |
| 52                     | 8 février  | Minnesota      | D 105-129 | Damian Lillard (26)        | Giánnis Antetokoúnmpo (15)    | Damian Lillard (8)                | Fiserv Forum 17 577             | 33 - 19 |
| 53                     | 9 février  | Charlotte      | V 120-84  | Jae Crowder (21)           | Jae Crowder (21)              | Jae Crowder (21)                  | Fiserv Forum 17 690             | 34 - 19 |
| 54                     | 12 février | Denver         | V 112-95  | Giánnis Antetokoúnmpo (36) | Giánnis Antetokoúnmpo (18)    | Trois joueurs (5)                 | Fiserv Forum 17 444             | 35 - 19 |
| 55                     | 13 février | Miami          | D 97-123  | Giánnis Antetokoúnmpo (23) | Giánnis Antetokoúnmpo (11)    | Giánnis Antetokoúnmpo (8)         | Fiserv Forum 17 520             | 35 - 20 |
| 56                     | 15 février | @ Memphis      | D 110-113 | Giánnis Antetokoúnmpo (35) | Brook Lopez (11)              | Giánnis Antetokoúnmpo (12)        | FedExForum 16 544               | 35 - 21 |
| NBA All-Star Game 2024 |            |                |           |                            |                               |                                   |                                 |         |
| 57                     | 23 février | @ Minnesota    | V 112-107 | Giánnis Antetokoúnmpo (33) | Giánnis Antetokoúnmpo (13)    | Damian Lillard (10)               | Target Center 18 024            | 36 - 21 |
| 58                     | 25 février | @ Philadelphie | V 119-98  | Giánnis Antetokoúnmpo (30) | Giánnis Antetokoúnmpo (12)    | G. Antetokoúnmpo, Lillard (9)     | Wells Fargo Center 19 831       | 37 - 21 |
| 59                     | 27 février | Charlotte      | V 123-85  | Giánnis Antetokoúnmpo (24) | Damian Lillard (9)            | Damian Lillard (7)                | Fiserv Forum 17 607             | 38 - 21 |
| 60                     | 29 février | @ Charlotte    | V 111-99  | Giánnis Antetokoúnmpo (24) | G. Antetokoúnmpo, Portis (10) | Giánnis Antetokoúnmpo (5)         | Spectrum Center 18 463          | 39 - 21 |

| Match | Date match | Équipe                | Score           | Meilleur marqueur          | Meilleur rebondeur            | Meilleur passeur               | Lieux Spectateurs           | Série   |
| ----- | ---------- | --------------------- | --------------- | -------------------------- | ----------------------------- | ------------------------------ | --------------------------- | ------- |
| 61    | 1er mars   | @ Chicago             | V 113-97        | Giánnis Antetokoúnmpo (46) | Giánnis Antetokoúnmpo (16)    | Damian Lillard (7)             | United Center 21 249        | 40 - 21 |
| 62    | 4 mars     | L.A. Clippers         | V 113-106       | Damian Lillard (41)        | Bobby Portis (16)             | Damian Lillard (4)             | Fiserv Forum 17 875         | 41 - 21 |
| 63    | 6 mars     | @ Golden State        | D 90-125        | Giánnis Antetokoúnmpo (23) | Giánnis Antetokoúnmpo (7)     | G. Antetokoúnmpo, Lillard (6)  | Chase Center 18 064         | 41 - 22 |
| 64    | 8 mars     | @ L.A. Lakers         | D 122-123       | Giánnis Antetokoúnmpo (34) | Giánnis Antetokoúnmpo (14)    | G. Antetokoúnmpo, Lillard (12) | Crypto.com Arena 18 997     | 41 - 23 |
| 65    | 10 mars    | @ L.A. Clippers       | V 124-117       | Damian Lillard (35)        | G. Antetokoúnmpo, Lillard (7) | Damian Lillard (11)            | Crypto.com Arena 19 370     | 42 - 23 |
| 66    | 12 mars    | @ Sacramento          | D 94-129        | Giánnis Antetokoúnmpo (30) | Giánnis Antetokoúnmpo (13)    | Damian Lillard (6)             | Golden 1 Center 17 832      | 42 - 24 |
| 67    | 14 mars    | Philadelphie          | V 114-105       | Giánnis Antetokoúnmpo (32) | Giánnis Antetokoúnmpo (11)    | Damian Lillard (9)             | Fiserv Forum 17 635         | 43 - 24 |
| 68    | 17 mars    | Phoenix               | V 140-129       | Lillard, Portis (31)       | Bobby Portis (10)             | Damian Lillard (16)            | Fiserv Forum 17 783         | 44 - 24 |
| 69    | 20 mars    | @ Boston              | D 119-122       | Damian Lillard (32)        | Bobby Portis (15)             | Lillard, Middleton (6)         | TD Garden 19 156            | 44 - 25 |
| 70    | 21 mars    | Brooklyn              | V 115-108       | Damian Lillard (30)        | G. Antetokoúnmpo, Portis (9)  | Damian Lillard (12)            | Fiserv Forum 17 341         | 45 - 25 |
| 71    | 24 mars    | Oklahoma City         | V 118-93        | Giánnis Antetokoúnmpo (30) | Giánnis Antetokoúnmpo (19)    | Khris Middleton (10)           | Fiserv Forum 17 877         | 46 - 25 |
| 72    | 26 mars    | L.A. Lakers           | D 124-128 (2OT) | Giánnis Antetokoúnmpo (29) | Giánnis Antetokoúnmpo (21)    | Giánnis Antetokoúnmpo (11)     | Fiserv Forum 18 085         | 46 - 26 |
| 73    | 28 mars    | @ La Nouvelle-Orléans | D 100-107       | Giánnis Antetokoúnmpo (35) | Giánnis Antetokoúnmpo (14)    | Damian Lillard (7)             | Smoothie King Center 17 484 | 46 - 27 |
| 74    | 30 mars    | @ Atlanta             | V 122-113       | Giánnis Antetokoúnmpo (36) | Giánnis Antetokoúnmpo (16)    | Giánnis Antetokoúnmpo (8)      | State Farm Arena 17 700     | 47 - 27 |

| Match | Date match | Équipe          | Score     | Meilleur marqueur          | Meilleur rebondeur         | Meilleur passeur                  | Lieux Spectateurs        | Série   |
| ----- | ---------- | --------------- | --------- | -------------------------- | -------------------------- | --------------------------------- | ------------------------ | ------- |
| 75    | 2 avril    | @ Washington    | D 113-117 | Giánnis Antetokoúnmpo (35) | Giánnis Antetokoúnmpo (15) | Giánnis Antetokoúnmpo (10)        | Capital One Arena 16 492 | 47 - 28 |
| 76    | 3 avril    | Memphis         | D 101-111 | Brook Lopez (25)           | Brook Lopez (10)           | G. Antetokoúnmpo, Connaughton (8) | Fiserv Forum 17 420      | 47 - 29 |
| 77    | 5 avril    | Toronto         | D 111-117 | Damian Lillard (36)        | Bobby Portis (10)          | Lillard, Middleton (6)            | Fiserv Forum 17 750      | 47 - 30 |
| 78    | 7 avril    | New York        | D 109-122 | Giánnis Antetokoúnmpo (28) | Giánnis Antetokoúnmpo (15) | Giánnis Antetokoúnmpo (8)         | Fiserv Forum 17 536      | 47 - 31 |
| 79    | 9 avril    | Boston          | V 104-91  | Patrick Beverley (20)      | Beverley, Portis (10)      | Khris Middleton (9)               | Fiserv Forum 17 493      | 48 - 31 |
| 80    | 10 avril   | Orlando         | V 117-99  | Bobby Portis (30)          | Bobby Portis (9)           | Damian Lillard (9)                | Fiserv Forum 17 563      | 49 - 31 |
| 81    | 12 avril   | @ Oklahoma City | D 107-125 | Lopez, Middleton (18)      | Bobby Portis (8)           | Patrick Beverley (7)              | Paycom Center 18 203     | 49 - 32 |
| 82    | 14 avril   | @ Orlando       | D 88-113  | Middleton, Portis (17)     | Bobby Portis (10)          | Khris Middleton (5)               | Kia Center 18 846        | 49 - 33 |

### Playoffs
| Playoffs Total: 2-4 (Domicile : 2-1; Extérieur : 0-3) |

| Match | Date match | Équipe    | Score          | Meilleur marqueur      | Meilleur rebondeur   | Meilleur passeur      | Lieux Spectateurs            | Série |
| ----- | ---------- | --------- | -------------- | ---------------------- | -------------------- | --------------------- | ---------------------------- | ----- |
| 1     | 21 avril   | Indiana   | V 109-94       | Damian Lillard (35)    | Bobby Portis (11)    | Patrick Beverley (8)  | Fiserv Forum 17 341          | 1 - 0 |
| 2     | 23 avril   | Indiana   | D 108-125      | Damian Lillard (34)    | Bobby Portis (11)    | Khris Middleton (6)   | Fiserv Forum 17 683          | 1 - 1 |
| 3     | 26 avril   | @ Indiana | D 118-121 (OT) | Khris Middleton (42)   | Bobby Portis (18)    | Damian Lillard (8)    | Gainbridge Fieldhouse 17 274 | 1 - 2 |
| 4     | 28 avril   | @ Indiana | D 113-126      | Brook Lopez (27)       | Khris Middleton (10) | Andre Jackson Jr. (7) | Gainbridge Fieldhouse 17 274 | 1 - 3 |
| 5     | 30 avril   | Indiana   | V 115-92       | Middleton, Portis (29) | Khris Middleton (12) | Patrick Beverley (12) | Fiserv Forum 17 341          | 2 - 3 |
| 6     | 2 mai      | @ Indiana | D 98-120       | Damian Lillard (28)    | Bobby Portis (15)    | Patrick Beverley (5)  | Gainbridge Fieldhouse 17 274 | 2 - 4 |

### Confrontations en saison régulière
| Conférence Est      | Conférence Est                              | Conférence Est                              | Conférence Est                              | Conférence Est                              | Conférence Est                              | Conférence Ouest                            | Conférence Ouest                            | Conférence Ouest                            |
| Division Atlantique | Division Atlantique                         | Division Atlantique                         | Division Atlantique                         | Division Atlantique                         | Division Atlantique                         | Division Nord-Ouest                         | Division Nord-Ouest                         | Division Nord-Ouest                         |
| Équipe              | Domicile                                    | Domicile                                    | Domicile                                    | Extérieur                                   | Extérieur                                   | Équipe                                      | Domicile                                    | Extérieur                                   |
| ------------------- | ------------------------------------------- | ------------------------------------------- | ------------------------------------------- | ------------------------------------------- | ------------------------------------------- | ------------------------------------------- | ------------------------------------------- | ------------------------------------------- |
| Boston              | 135-102                                     | 104-91                                      |                                             | 116-119                                     | 119-122                                     | Denver                                      | 112-95                                      | 107-113                                     |
| Brooklyn            | 115-108                                     |                                             |                                             | 129-125                                     | 144-122                                     | Minnesota                                   | 105-129                                     | 112-107                                     |
| New York            | 110-105                                     | 146-122                                     | 109-122                                     | 130-111                                     | 122-129                                     | Oklahoma City                               | 118-93                                      | 107-125                                     |
| Philadelphie        | 118-117                                     | 114-105                                     |                                             | 119-98                                      |                                             | Portland                                    | 108-102                                     | 116-119                                     |
| Toronto             | 111-117                                     |                                             |                                             | 111-130                                     | 128-112                                     | Utah                                        | 116-132                                     | 108-123                                     |
| Division            | 12–6 (Domicile : 7-2; Extérieur : 5-4)      | 12–6 (Domicile : 7-2; Extérieur : 5-4)      | 12–6 (Domicile : 7-2; Extérieur : 5-4)      | 12–6 (Domicile : 7-2; Extérieur : 5-4)      | 12–6 (Domicile : 7-2; Extérieur : 5-4)      | Division                                    | 4–6 (Domicile : 3-2; Extérieur : 1-4)       | 4–6 (Domicile : 3-2; Extérieur : 1-4)       |
| Division Centrale   | Division Centrale                           | Division Centrale                           | Division Centrale                           | Division Centrale                           | Division Centrale                           | Division Pacifique                          | Division Pacifique                          | Division Pacifique                          |
| Équipe              | Domicile                                    | Domicile                                    | Domicile                                    | Extérieur                                   | Extérieur                                   | Équipe                                      | Domicile                                    | Extérieur                                   |
| Chicago             | 118-109                                     | 133-129 (OT)                                |                                             | 113-120 (OT)                                | 113-97                                      | Golden State                                | 129-118                                     | 90-125                                      |
| Cleveland           | 126-116                                     | 100-112                                     |                                             | 119-111                                     | 95-135                                      | L.A. Clippers                               | 113-106                                     | 124-117                                     |
| Détroit             | 120-118                                     | 146-114                                     |                                             | 141-135                                     | 122-113                                     | L.A. Lakers                                 | 124-128 (2OT)                               | 122-123                                     |
| Indiana             | 118-128                                     | 140-126                                     | 113-122                                     | 124-126                                     | 130-142                                     | Phoenix                                     | 140-129                                     | 106-114                                     |
|                     |                                             |                                             |                                             |                                             |                                             | Sacramento                                  | 143-142 (OT)                                | 94-129                                      |
| Division            | 10–7 (Domicile : 6-3; Extérieur : 4-4)      | 10–7 (Domicile : 6-3; Extérieur : 4-4)      | 10–7 (Domicile : 6-3; Extérieur : 4-4)      | 10–7 (Domicile : 6-3; Extérieur : 4-4)      | 10–7 (Domicile : 6-3; Extérieur : 4-4)      | Division                                    | 5–5 (Domicile : 4-1; Extérieur : 1-4)       | 5–5 (Domicile : 4-1; Extérieur : 1-4)       |
| Division Sud-Est    | Division Sud-Est                            | Division Sud-Est                            | Division Sud-Est                            | Division Sud-Est                            | Division Sud-Est                            | Division Sud-Ouest                          | Division Sud-Ouest                          | Division Sud-Ouest                          |
| Équipe              | Domicile                                    | Domicile                                    | Domicile                                    | Extérieur                                   | Extérieur                                   | Équipe                                      | Domicile                                    | Extérieur                                   |
| Atlanta             | 110-127                                     | 132-121                                     |                                             | 122-113                                     |                                             | Dallas                                      | 132-125                                     | 129-117                                     |
| Charlotte           | 120-84                                      | 123-85                                      |                                             | 130-99                                      | 111-99                                      | Houston                                     | 128-119                                     | 108-112                                     |
| Miami               | 122-114                                     | 97-123                                      |                                             | 131-124                                     |                                             | Memphis                                     | 101-111                                     | 110-113                                     |
| Orlando             | 118-114                                     | 117-99                                      |                                             | 97-112                                      | 88-113                                      | New Orleans                                 | 141-117                                     | 100-107                                     |
| Washington          | 131-128                                     |                                             |                                             | 142-129                                     | 113-117                                     | San Antonio                                 | 132-119                                     | 125-121                                     |
| Division            | 12–6 (Domicile : 7-3; Extérieur : 5-3)      | 12–6 (Domicile : 7-3; Extérieur : 5-3)      | 12–6 (Domicile : 7-3; Extérieur : 5-3)      | 12–6 (Domicile : 7-3; Extérieur : 5-3)      | 12–6 (Domicile : 7-3; Extérieur : 5-3)      | Division                                    | 6–4 (Domicile : 4-1; Extérieur : 2-3)       | 6–4 (Domicile : 4-1; Extérieur : 2-3)       |
| Conférence          | 33–18 (Domicile : 20–7; Extérieur : 13–11)  | 33–18 (Domicile : 20–7; Extérieur : 13–11)  | 33–18 (Domicile : 20–7; Extérieur : 13–11)  | 33–18 (Domicile : 20–7; Extérieur : 13–11)  | 33–18 (Domicile : 20–7; Extérieur : 13–11)  | Conférence                                  | 16–15 (Domicile : 11–4; Extérieur : 5–11)   | 16–15 (Domicile : 11–4; Extérieur : 5–11)   |
| Total               | 49–33 (Domicile : 31–11; Extérieur : 18–22) | 49–33 (Domicile : 31–11; Extérieur : 18–22) | 49–33 (Domicile : 31–11; Extérieur : 18–22) | 49–33 (Domicile : 31–11; Extérieur : 18–22) | 49–33 (Domicile : 31–11; Extérieur : 18–22) | 49–33 (Domicile : 31–11; Extérieur : 18–22) | 49–33 (Domicile : 31–11; Extérieur : 18–22) | 49–33 (Domicile : 31–11; Extérieur : 18–22) |

## Classements

### Saison régulière
| Conférence Est | Conférence Est             | Conférence Est | Conférence Est | Conférence Est | Conférence Est | Conférence Est | Conférence Est |
| No             | Franchise                  | Vic.           | Déf.           | MJ             | V/D            | GB             |                |
| -------------- | -------------------------- | -------------- | -------------- | -------------- | -------------- | -------------- | -------------- |
| 1              | z - Celtics de Boston      | 64             | 18             | 82             | .780           | –              |                |
| 2              | x - Knicks de New York     | 50             | 32             | 82             | .610           | 14             |                |
| 3              | y - Bucks de Milwaukee     | 49             | 33             | 82             | .598           | 15             |                |
| 4              | x - Cavaliers de Cleveland | 48             | 34             | 82             | .585           | 16             |                |
| 5              | y - Magic d'Orlando        | 47             | 35             | 82             | .573           | 17             |                |
| 6              | x - Pacers de l'Indiana    | 47             | 35             | 82             | .573           | 17             |                |
|                |                            |                |                |                |                |                |                |
| 7              | x - 76ers de Philadelphie  | 47             | 35             | 82             | .573           | 17             |                |
| 8              | x - Heat de Miami          | 46             | 36             | 82             | .561           | 18             |                |
| 9              | pi - Bulls de Chicago      | 39             | 43             | 82             | .476           | 25             |                |
| 10             | pi - Hawks d'Atlanta       | 36             | 46             | 82             | .439           | 28             |                |
|                |                            |                |                |                |                |                |                |
| 11             | o - Nets de Brooklyn       | 32             | 50             | 82             | .390           | 32             |                |
| 12             | o - Raptors de Toronto     | 25             | 57             | 82             | .305           | 39             |                |
| 13             | o - Hornets de Charlotte   | 21             | 61             | 82             | .256           | 43             |                |
| 14             | o - Wizards de Washington  | 15             | 67             | 82             | .183           | 49             |                |
| 15             | o - Pistons de Détroit     | 14             | 68             | 82             | .171           | 50             |                |

| Division Centrale          | V  | D  | MJ | V/D  | GB | Dom   | Ext   | Div  |
| -------------------------- | -- | -- | -- | ---- | -- | ----- | ----- | ---- |
| y - Bucks de Milwaukee     | 49 | 33 | 82 | .598 | –  | 31-11 | 18-22 | 10-7 |
| x - Cavaliers de Cleveland | 48 | 34 | 82 | .585 | 1  | 26-15 | 22-19 | 11-5 |
| x - Pacers de l'Indiana    | 47 | 35 | 82 | .573 | 2  | 26-15 | 21-20 | 11-6 |
| pi - Bulls de Chicago      | 39 | 43 | 82 | .476 | 10 | 20-21 | 19-22 | 7-9  |
| o - Pistons de Détroit     | 14 | 68 | 82 | .171 | 35 | 7-33  | 7-35  | 2-14 |

### NBA In-Season Tournament
| Rang | Équipe                | Pts | J | G | P | Pp  | Pc  | Diff |
| ---- | --------------------- | --- | - | - | - | --- | --- | ---- |
| 1    | Bucks de Milwaukee    | 8   | 4 | 4 | 0 | 502 | 456 | 46   |
| 2    | Knicks de New York    | 7   | 4 | 3 | 1 | 440 | 398 | 42   |
| 3    | Heat de Miami         | 6   | 4 | 2 | 2 | 453 | 450 | 3    |
| 4    | Hornets de Charlotte  | 5   | 4 | 1 | 3 | 419 | 473 | -54  |
| 5    | Wizards de Washington | 4   | 4 | 0 | 4 | 458 | 496 | -38  |

|  | Quarts de finale                   | Quarts de finale                | Quarts de finale                | Quarts de finale                |                       |                       | Demi-finales           | Demi-finales           | Demi-finales           | Demi-finales           |  |  | Finale                 | Finale                 | Finale                 | Finale                 |
|  |                                    |                                 |                                 |                                 |                       |                       |                        |                        |                        |                        |  |  |                        |                        |                        |                        |
|  | 5 décembre 2023 – Milwaukee, WI    | 5 décembre 2023 – Milwaukee, WI | 5 décembre 2023 – Milwaukee, WI | 5 décembre 2023 – Milwaukee, WI |                       |                       | 7 décembre – Las Vegas | 7 décembre – Las Vegas | 7 décembre – Las Vegas | 7 décembre – Las Vegas |  |  | 9 décembre – Las Vegas | 9 décembre – Las Vegas | 9 décembre – Las Vegas | 9 décembre – Las Vegas |
|  | 5 décembre 2023 – Milwaukee, WI    | 5 décembre 2023 – Milwaukee, WI | 5 décembre 2023 – Milwaukee, WI | 5 décembre 2023 – Milwaukee, WI |                       |                       | 7 décembre – Las Vegas | 7 décembre – Las Vegas | 7 décembre – Las Vegas | 7 décembre – Las Vegas |  |  | 9 décembre – Las Vegas | 9 décembre – Las Vegas | 9 décembre – Las Vegas | 9 décembre – Las Vegas |
|  | Bucks de Milwaukee                 | Bucks de Milwaukee              | 146                             | 146                             |                       |                       | 7 décembre – Las Vegas | 7 décembre – Las Vegas | 7 décembre – Las Vegas | 7 décembre – Las Vegas |  |  | 9 décembre – Las Vegas | 9 décembre – Las Vegas | 9 décembre – Las Vegas | 9 décembre – Las Vegas |
|  | Bucks de Milwaukee                 | Bucks de Milwaukee              | 146                             | 146                             |                       |                       | 7 décembre – Las Vegas | 7 décembre – Las Vegas | 7 décembre – Las Vegas | 7 décembre – Las Vegas |  |  | 9 décembre – Las Vegas | 9 décembre – Las Vegas | 9 décembre – Las Vegas | 9 décembre – Las Vegas |
|  | Knicks de New York                 | Knicks de New York              | 122                             | 122                             |                       |                       | 7 décembre – Las Vegas | 7 décembre – Las Vegas | 7 décembre – Las Vegas | 7 décembre – Las Vegas |  |  | 9 décembre – Las Vegas | 9 décembre – Las Vegas | 9 décembre – Las Vegas | 9 décembre – Las Vegas |
|  | Knicks de New York                 | Knicks de New York              | 122                             | 122                             | Bucks de Milwaukee    | Bucks de Milwaukee    | 119                    | 119                    |                        |                        |  |  | 9 décembre – Las Vegas | 9 décembre – Las Vegas | 9 décembre – Las Vegas | 9 décembre – Las Vegas |
|  | 4 décembre 2023 – Indianapolis, IN |                                 |                                 |                                 | Bucks de Milwaukee    | Bucks de Milwaukee    | 119                    | 119                    |                        |                        |  |  | 9 décembre – Las Vegas | 9 décembre – Las Vegas | 9 décembre – Las Vegas | 9 décembre – Las Vegas |
|  |                                    |                                 | Pacers de l'Indiana             | Pacers de l'Indiana             | 128                   | 128                   |                        |                        |                        |                        |  |  | 9 décembre – Las Vegas | 9 décembre – Las Vegas | 9 décembre – Las Vegas | 9 décembre – Las Vegas |
|  | Pacers de l'Indiana                | Pacers de l'Indiana             | Pacers de l'Indiana             | Pacers de l'Indiana             | 128                   | 128                   | 122                    | 122                    |                        |                        |  |  | 9 décembre – Las Vegas | 9 décembre – Las Vegas | 9 décembre – Las Vegas | 9 décembre – Las Vegas |
|  | Pacers de l'Indiana                | Pacers de l'Indiana             | 7 décembre – Las Vegas          |                                 |                       |                       | 122                    | 122                    |                        |                        |  |  | 9 décembre – Las Vegas | 9 décembre – Las Vegas | 9 décembre – Las Vegas | 9 décembre – Las Vegas |
|  | Celtics de Boston                  | Celtics de Boston               | 112                             | 112                             |                       |                       |                        |                        |                        |                        |  |  | 9 décembre – Las Vegas | 9 décembre – Las Vegas | 9 décembre – Las Vegas | 9 décembre – Las Vegas |
|  | Celtics de Boston                  | Celtics de Boston               | 112                             | 112                             | Pacers de l'Indiana   | Pacers de l'Indiana   | 109                    | 109                    |                        |                        |  |  |                        |                        |                        |                        |
|  | 5 décembre 2023 – Los Angeles, CA  |                                 |                                 |                                 | Pacers de l'Indiana   | Pacers de l'Indiana   | 109                    | 109                    |                        |                        |  |  |                        |                        |                        |                        |
|  |                                    |                                 | Lakers de Los Angeles           | Lakers de Los Angeles           | 123                   | 123                   |                        |                        |                        |                        |  |  |                        |                        |                        |                        |
|  | Lakers de Los Angeles              | Lakers de Los Angeles           | Lakers de Los Angeles           | Lakers de Los Angeles           | 123                   | 123                   | 106                    | 106                    |                        |                        |  |  |                        |                        |                        |                        |
|  | Lakers de Los Angeles              | Lakers de Los Angeles           |                                 |                                 |                       |                       |                        |                        |                        |                        |  |  |                        |                        |                        |                        |
|  | Suns de Phoenix                    | Suns de Phoenix                 | 103                             | 103                             |                       |                       |                        |                        |                        |                        |  |  |                        |                        |                        |                        |
|  | Suns de Phoenix                    | Suns de Phoenix                 | 103                             | 103                             | Lakers de Los Angeles | Lakers de Los Angeles | 133                    | 133                    |                        |                        |  |  |                        |                        |                        |                        |
|  | 4 décembre 2023 – Sacramento, CA   |                                 |                                 |                                 | Lakers de Los Angeles | Lakers de Los Angeles | 133                    | 133                    |                        |                        |  |  |                        |                        |                        |                        |
|  |                                    |                                 | Pelicans de La Nouvelle-Orléans | Pelicans de La Nouvelle-Orléans | 89                    | 89                    |                        |                        |                        |                        |  |  |                        |                        |                        |                        |
|  | Kings de Sacramento                | Kings de Sacramento             | Pelicans de La Nouvelle-Orléans | Pelicans de La Nouvelle-Orléans | 89                    | 89                    | 117                    | 117                    |                        |                        |  |  |                        |                        |                        |                        |
|  | Kings de Sacramento                | Kings de Sacramento             |                                 |                                 |                       |                       |                        | 117                    |                        |                        |  |  |                        |                        |                        |                        |
|  | Pelicans de La Nouvelle-Orléans    | Pelicans de La Nouvelle-Orléans | 127                             | 127                             |                       |                       |                        |                        |                        |                        |  |  |                        |                        |                        |                        |
|  | Pelicans de La Nouvelle-Orléans    | Pelicans de La Nouvelle-Orléans | 127                             | 127                             |                       |                       |                        |                        |                        |                        |  |  |                        |                        |                        |                        |
|  |                                    |                                 |                                 |                                 |                       |                       |                        |                        |                        |                        |  |  |                        |                        |                        |                        |